# 脈紋毛鼻鯰
脈紋毛鼻鯰，為輻鰭魚綱鯰形目毛鼻鯰科的其中一種。被IUCN列為極危保育類動物，分布於南美洲哥倫比亞Andean Cordillera地區，體長可達12.5公分。

## 扩展阅读
維基物種上的相關：脈紋毛鼻鯰